# Caproni Ca.133
El Caproni Ca.133 fue un avión de transporte y bombardero ligero trimotor utilizado por la Regia Aeronautica desde la segunda guerra ítalo-etíope hasta la Segunda Guerra Mundial. Originalmente fue desarrollado como un avión civil para la aerolínea Ala Littoria y sucesor del Ca.101. El prototipo voló por primera vez en diciembre de 1934, y la producción comenzó en 1935. Las versiones militares de este avión fueron utilizadas como aviones de transporte y bombarderos ligeros.

## Diseño
Diseñado por el ingeniero aeronáutico y general  Rodolfo Verduzio, el Caproni 133 era aerodinámicamente y estructuralmente una versión mejorada del Ca.101. Al igual que su predecesor, fue un avión robusto y de bajo coste, diseñado para ser fácil de mantener en condiciones difíciles y económico de operar. Su construcción mixta de metal y madera y cubierta de tela, tenía una estructura de tubos de acero soldado y alerones y superficies de cola modificados y el tren de aterrizaje fijo estaba carenado. Se le agrandó su envergadura de ala alta y se le dotó de capacidad de aterrizar en pistas cortas y abruptas gracias a su innovador tren de aterrizaje. Al mismo tiempo se le incrementó la velocidad al reducirse relativamente su peso e instalar una planta motriz de tres motores radiales de siete cilindros enfriados por aire Piaggio Stella P.VII C.16 de 460 cv, uno en el morro, y uno debajo de cada ala montados en góndolas con carenados tipo NACA
La versión civil podía acomodar hasta 16 pasajeros y fue utilizado por Ala Littoria, la aerolínea de bandera de la Italia fascista, que contó con 13 ejemplares que operó principalmente en las rutas aéreas africanas. La versión militar fue ampliamente utilizada por la Regia Aeronautica, la mayoría en el África Oriental Italiana. Como bombardero incorporó dos pequeñas bodegas de bombas internas en las que podía albergar hasta 500 kg. También podían ser incorporadas cargas en montajes externos. Estaba armado con cuatro ametralladoras Breda-SAFAT de 7,70 mm, una en posición dorsal, otra ventral, y dos laterales. Los aviones de bombardeo utilizados como transportes militares, designados como Ca.133T, tenían sus interiores modificados para dar cabida a 18 soldados totalmente equipados.

## Servicio operacional
Oficialmente el Caproni Ca.133 tuvo su bautismo de fuego en 1935 durante la segunda guerra ítalo-etíope. Alrededor de 100 Ca.133 tomaron parte en el conflicto, y usados en tareas de bombardeo y ametrallamiento, aunque a menudo fueron equipados con bombas químicas de gas mostaza y fosgeno. Estas armas fueron prohibidas por el Protocolo de Ginebra de 1925, pero en esta guerra (y en Libia) los italianos ignoraron la convención. Poco después cinco Caproni Ca.133 fueron vendidos a Austria ante la amenaza de invasión por parte de Alemania y otros diez fueron comprados por las fuerzas sublevadas durante la Guerra Civil Española, aunque resultó ser demasiado lento y altamente vulnerable a cazas enemigos del tipo Polikarpov I-15 e I-16, así como al fuego antiaéreo pesado.
Algunos Caproni Ca.133 italianos participaron en la invasión de Albania en 1939, lanzando paracaidistas en puntos estratégicos de la Cordillera Balcánica y asegurando el país antes de la llegada de las tropas italianas.
Al entrar Italia en la Segunda Guerra Mundial en 1940, los Caproni Ca.133 se mostraron muy vulnerables a los cazas británicos en Libia, por lo que fueron trasladados al África Oriental Italiana tras sufrir severas pérdidas. Una vez allí, desde los aeródromos de Etiopía, Eritrea y Somalia bombardearon posiciones inglesas en el Sudán. El 12 de junio de 1940 tres Caproni Ca.133 procedentes de Yavello (Etiopía) soltaron sus bombas sobre una columna británica de 200 soldados y 12 camiones en Moyale, en la frontera entre Etiopía y Kenia, a la que provocaron graves daños. Pero sin duda la mayor gesta de los Caproni Ca.133 fue el bombardeo a larga distancia con diez de estos aviones contra la base de la RAF en Khormaksar en Adén después de cruzar el Mar Rojo. Otros tres Ca.133 atacaron con éxito el aeródromo de Kasala en Sudán.
La Regia Aeronautica pronto se dio cuenta de que a pesar de sus mejoras, el avión solo era adecuado para uso colonial en el norte y este de África; al estallar la guerra el Ca.133 equipaba a la 14 Squadriglie da Bombardamento en estos teatros de operaciones. También fue utilizado en frentes secundarios como Grecia y Yugoslavia, además de su uso limitado en Rusia. En la península italiana, el Ca.133 fue utilizado principalmente como avión de transporte ligero y de apoyo de combate a escuadrones de bombarderos llevando suministros, personal y repuestos y en la variante Ca.133S (Sanitaria) como avión ambulancia. Sin embargo, en alguna ocasión continuó lanzando bombas como en la defensa de Sicilia durante la Operación Husky; con la fundación de la República de Saló por los fascistas afectos a Benito Mussolini  los Caproni Ca.133 de la Aeronautica Nazionale Repubblicana volvieron a ser empleados como bombarderos ligeros contra los Aliados, operando entre 1943 y 1945. Asimismo, un pequeño número fue utilizado por la Luftwaffe y la Aeronautica Cobelligerante del Sud.
Finalizada la Segunda Guerra Mundial, los Caproni Ca.133 continuaron su vida operativa como transportes civiles y al igual que la versión mejorada  Caproni Ca.148, con capacidad para 18 plazas, prestaron servicio con aerolíneas civiles como Ca.148P. Otros Caproni Ca.133 continuaron volando con las fuerzas aéreas de Italia entre 1947 y 1956, fecha en que fueron retirados de servicio.

## Versiones

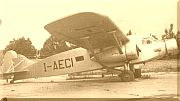
Un Caproni Ca.148P.

- Caproni Ca.133: versión modernizada del Ca.101, aerodinámicamente más limpio. Estaba equipado con motores mejorados en un intento de prolongar la carrera del modelo como un bombardero de segunda línea o bombardero "colonial" y avión de transporte para 16 pasajeros.

- Caproni Ca.133S: designación dada a los bombarderos convertidos a la función de Ambulancia Aérea. Este modelo estaba desarmado.

- Caproni Ca.133T: designación de  bombarderos convertidos para su uso como transporte de tropas. Las cargas externas de bombas fueron retiradas y se añadieron asientos para 18 soldados completamente equipados. Este modelo mantuvo su armamento original.

- Caproni Ca.148: desarrollo final del Ca.133., voló por primera vez en mayo de 1937,  fue introducida por primera vez en 1938 y contó con muchas mejoras sobre el Ca.133. Concebido como un avión civil, fue usado principalmente por la nueva compañía Società Anonyme Avio Trasporti; quer con una flota de doce unidades estaba basada en Asab, Eritrea en el África oriental, siendo utilizados únicamente como transportes de pasajeros y carga. Los cambios más reconocibles fueron el desplazamiento de la cabina hacia adelante cerca de 0,91 m y la reubicación de la puerta principal de la cabina de su posición original debajo del ala de babor a un punto de la parte posterior del borde de fuga. El tren de aterrizaje también fue reforzado. Se fabricaron 106 unidades

## Usuarios
Austria
- Kommando Luftstreitkräfte

 Estado español
- Ejército del Aire

 Reino de Italia
- Ala Littoria
- Regia Aeronautica

 República Social Italiana
- Aeronautica Nazionale Repubblicana

 Reino Unido
- Royal Air Force: empleó aviones capturados.

## Especificaciones técnicas
- Tripulación: 5 en configuración de bombardero y 2 en configuración de avión de transporte
- Longitud: 15,36 m
- Envergadura: 21,24 m
- Altura: 4,0 m
- Superficie alar: 65 m²
- Peso en vacío: 4.190 kg
- Peso cargado: 6.700 kg
- Planta motriz: 3 × Piaggio Stella P.VII.C.16, radiales de 7 cilindros en estrella refrigerados por aire / 343 kW (460 CV)
- Velocidad máxima: 230 kmh (120 nudos)
- Velocidad de crucero: 200 kmh (110 nudos)
- Alcance: 1.350 km (729 mi náuticas, 838 mi)
- Techo de vuelo: 5.500 m (18.000 pies)
- Carga alar: 100 kg / m² (21 lb / m²)
- Relación potencia a peso: 210 W / kg (130 hp / lb
- Armamento
  - Ametralladoras: 4 × Breda-SAFAT de 7,70 mm (0.303 in)
  - Bombas: 1.200 kg